# Звільнення
Звільнення — в трудовому праві припинення трудових відносин між працівником і роботодавцем.
Питання звільнення обмовляються в трудовому договорі і трудовому законодавстві.

## Види звільнення
- За власним бажанням
- З ініціативи роботодавця
- За станом здоров'я
- У результаті реорганізації
- У результаті ліквідації підприємства
- Через скорочення штатів
- Через обставини, що не залежать від волі сторін
- Даунсайзинг — набір заходів, спрямованих на зниження витратної частини бюджету головним чином за рахунок масового скорочення кадрів.

Поняття скорочення штату працівників означає, що власник або вповноважене їм особа наділяється таким правом лише у випадках змін в організації виробництва й праці, у тому числі ліквідації, реорганізації або перепрофілювання підприємства, установи, організації.